# Symphonia fasciculata
Symphonia fasciculata är en tvåhjärtbladig växtart som beskrevs av Henri Ernest Baillon. Symphonia fasciculata ingår i släktet Symphonia och familjen Clusiaceae. Inga underarter finns listade i Catalogue of Life.